# T2 Racing
T2 Racing（ティーツー・レーシング）は、東京都を拠点とするEVカート専門のレーシングチームである。運営は、東京都新宿区に本社を置く「T2マネジメントワークス合同会社」が行い、アニメ『HIGHSPEED Étoile』とのコラボを特徴とし、視覚演出にも力を入れている。2024年から全日本カート選手権EV部門に参戦している。
全日本カート選手権EV部門は、JAF主催の都市型電動カートレースカテゴリーで、2022年に創設された。使用車両はTOM'S製ワンメイクEVカートで統一され、すべてのレースが「シティサーキット東京ベイ」（東京都港区）で開催される。出場チーム数は6チームに限定されており、参戦には選抜審査が必要とされる。2024年からドライバーは公開オーディションとチーム代表によるドラフトで選出される方式が採用される。2025年には、シリーズ優勝者にはFIA-F4参戦権が与えられることが発表された。参戦チームには近藤真彦（KONDO Racing）、舘信秀（TOM'S）、そして大会会長を務める元F1ドライバーの鈴木亜久里など、日本モータースポーツ界の著名人やトップチームが名を連ねている。

## 概要
T2 Racingは、EV（電動）カートに特化したレーシングチームとして2024年に結成された。静音性や環境負荷の低減などEVならではの特性を活かし、都市部でのモータースポーツ開催可能性など、新しいスタイルのレース文化創出を目指している。年齢や性別にとらわれない多様な人材起用も特徴で、若手や女性ドライバーの積極登用が報道されている。チーム全体のデザインおよびブランドプロデュースはCIRI合同会社が担当している。

## チーム体制
【2024年】
- チーム名：HIGHSPEED Étoile Racing　EV Kart team
- オーナー：川杉琢真、高橋明広
- 監督：川合孝汰
- ドライバー：奥田もも、白石樹望
- EV部門に初参戦。女性2名のドライバー起用がJAFモータースポーツなどに取り上げられた[7]。

【2025年】
- チーム名：T2 × HIGHSPEED Étoile Racing
- オーナー：川杉琢真、高橋明広
- 監督：川合孝汰（続投）
- ドライバー：寺島知毅、豊島里空斗
- 10代の若手2名を起用し、モータースポーツ専門媒体や新聞社にも取り上げられている[8][9][10]。

## 主な特徴
- EVカート特化：全日本カート選手権EV部門を主戦場とし、環境対応型レース文化に貢献[11]。
- アニメ連携：『HIGHSPEED Étoile』とのコラボを通じ、アニメファン層への認知拡大を意識した取り組みを行っている[12]。
- 人材の多様性：性別や年齢を問わず才能を重視する姿勢が、専門メディアや地元紙で評価されている[13][14]。

## アニメタイアップ
T2 × HIGHSPEED Étoile Racing は、TVアニメ『HIGHSPEED Étoile（ハイスピード・エトワール）』との公式コラボレーションに基づき、チームのブランド戦略やビジュアルイメージを統一している。レーシングスーツ及びEVカート本体には、アニメのキャラクターや世界観をモチーフにした特別デザインが採用されており、チーム全体のユニフォームや車体デザインがアニメとの統一感をもったビジュアルとして構成されている。
レーシングスーツは、アニメのテーマカラーとロゴを取り入れつつ、ドライバーが着用する仕様でデザインされており、視覚的な一体感とブランド性を高めている。EVカートには、キャラクターデザインや配色を反映した専用グラフィックが施され、アニメとモータースポーツの要素を組み合わせた演出がなされている。
チームブランディングやデザインプロデュースには、CIRI合同会社が関与しており、チームロゴ、ユニフォーム、グラフィック全体の統一的な演出を担っている。

## 参戦シリーズ
- 全日本カート選手権 EV部門（2024年～）

主催：レーシングチームあかつき、TOM’Sカートクラブ、JAF公認シリーズ。

## 成績
2024年
- 第4戦（ピンクリボン運動強化月間開催）にて、白石樹望が女性ドライバー最上位の6位に入賞し、「DUNLOP賞」を獲得。

2025年
- 第3戦にて、タイムトライアル・予選・決勝をすべてトップ通過で寺島知毅が優勝。第4戦も全セッションでトップを記録し、連勝した。

## スポンサー・パートナー企業（2025年）
- 株式会社NEO TOKYO KART
- 日本未来車工株式会社
- 株式会社電磁シールド研究所
- CIRI合同会社
- ノースブルー総合法律事務所
- 目神の快眠
- 他複数社（計15社以上）

## メディア掲載・外部評価
- PR TIMESにて体制発表・シリーズ参戦告知
- 日本自動車連盟（JAF）公式サイトにて紹介
- テレビ東京プラス、Yahoo!ニュースなどでも配信
- EVモータースポーツを主題とした複数メディアにおいて、同チームの活動が取り上げられている。